# SARS-CoV-2-Arbeitsschutzverordnung
Die SARS-CoV-2-Arbeitsschutzverordnung war eine im Zusammenhang mit der COVID-19-Pandemie in Deutschland erlassene Rechtsverordnung des Bundesministeriums für Arbeit und Soziales. Sie ordnete verschiedene Maßnahmen an, durch die das Risiko einer Infektion mit dem Coronavirus SARS-CoV-2 bei der Arbeit minimiert werden soll (§ 1 Abs. 1). Indirekt sollte durch die Verordnung auch der öffentliche Personennahverkehr von Pendlern entlastet und damit das Infektionsrisiko in Bussen und Bahnen gesenkt werden. Sie war ursprünglich befristet vom 27. Januar bis zum 1. Juli 2021, dann bis zum 24. November 2021, diese Frist wurde verlängert bis zum 19. März 2022. Eine komplette Neufassung der SARS-CoV-2-Arbeitsschutzverordnung war seit dem 20. März 2022 in Kraft. Die Verordnung trat mit Ablauf des 25. Mai 2022 außer Kraft. Am 1. Oktober 2022 trat eine Neufassung mit einer ursprünglichen Gültigkeit bis 7. April 2023 (§ 5) in Kraft. Sie ist zum 2. Februar 2023 vorzeitig aufgehoben.

## Inhalt der Verordnung

### Aktualisierung der Gefährdungsbeurteilungen
Arbeitgeber mussten die Gefährdungsbeurteilungen hinsichtlich zusätzlich erforderlicher Maßnahmen des betrieblichen Infektionsschutzes überprüfen und aktualisieren (§ 2 Abs. 1). Dabei mussten sie die SARS-CoV-2-Arbeitsschutzregel berücksichtigen.

### Reduzierung der betrieblichen Kontakte
Arbeitgeber mussten „alle geeigneten technischen und organisatorischen Maßnahmen“ treffen, um betriebsbedingte Personenkontakte zu reduzieren (§ 2 Abs. 2 S. 1). Zu diesen Maßnahmen gehörten
- die gleichzeitige Nutzung von Räumen durch mehrere Personen und betriebsbedingte Zusammenkünfte mehrerer Personen auf das betriebsnotwendige Minimum zu reduzieren (§ 2 Abs. 2, § 2 Abs. 3);
- die Einteilung der Beschäftigten in kleine Arbeitsgruppen, wobei diese Arbeitsgruppen möglich wenig Kontakt zueinander haben sollten (§ 2 Abs. 5 S. 1, 2);
- zeitversetztes Arbeiten (§ 2 Abs. 5 S. 3).

### Lüftungsmaßnahmen und Abtrennungen
Wenn es betrieblich notwendig war, dass mehrere Personen auf engem Raum zusammenkommen oder zusammenarbeiten, so musste der jeweilige Arbeitgeber andere geeignete Schutzmaßnahmen ergreifen, um einen gleichwertigen Infektionsschutz sicherzustellen. Als geeignete Schutzmaßnahmen galten Lüftungsmaßnahmen und geeignete Abtrennungen zwischen den anwesenden Personen (§ 2 Abs. 3 S. 2, § 2 Abs. 4 S. 2).

### Homeoffice
Ursprünglich enthielt die Verordnung in § 2 Abs. 4 eine Homeoffice-Regelung, welche auch als „Herzstück“ der Verordnung bezeichnet wurde. Die Vorschrift verpflichtete Arbeitgeber, den Beschäftigten „im Fall von Büroarbeit oder vergleichbaren Tätigkeiten anzubieten, diese Tätigkeiten in deren Wohnung auszuführen, wenn keine zwingenden betriebsbedingten Gründe entgegenstehen“. Daraus ergab sich aber kein einklagbares „Recht auf Homeoffice“. In der Begründung zur SARS-CoV-2-Arbeitsschutzverordnung heißt es dazu: „Ein subjektives Klagerecht von Beschäftigten ist, wie im Arbeitsschutzrecht üblich, damit nicht verbunden.“ Fachleute bezeichneten die Homeoffice-Regelung daher als „stumpfes Schwert“; es werde auf den Arbeitgeber eher ein „moralischer Druck“ ausgeübt.
Mit Wirkung zum 23. April 2021 wurde § 2 Abs. 4 der SARS-CoV-2-Arbeitsschutzverordnung aufgehoben. Die Verpflichtung des Arbeitgebers, Homeoffice zu ermöglichen, wurde durch das Vierte Gesetz zum Schutz der Bevölkerung bei einer epidemischen Lage von nationaler Tragweite in § 28b Abs. 7 des Infektionsschutzgesetzes (IfSG) verankert. § 28b Abs. 7 IfSG verpflichtet die Beschäftigten aber auch, Homeoffice in Anspruch zu nehmen, sofern ihrerseits keine Gründe dagegensprechen.

### Hygienekonzept
Arbeitgeber mussten ein Hygienekonzept zum betrieblichen Infektionsschutz festzulegen, umsetzen und den Beschäftigten in geeigneter Weise zugänglich machen (§ 3). Diese Vorgabe war in der Verordnung ursprünglich nicht enthalten; sie wurde erst mit Wirkung zum 13. März 2021 eingeführt.

### Maskenpflicht

Maskenpflicht

Beschäftigte waren bis Juni 2021 gemäß § 4 Abs. 1b der Verordnung verpflichtet, bei der Arbeit einen Mund-Nasen-Schutz zu tragen, wenn
- sie sich mit anderen Personen in einem Raum befinden und pro Person weniger als zehn Quadratmeter Fläche zur Verfügung stehen oder
- der Mindestabstand von 1,5 Metern nicht eingehalten werden kann oder
- bei ausgeführten Tätigkeiten mit Gefährdung durch erhöhten Aerosolausstoß zu rechnen ist.

Bei dem Mund-Nasen-Schutz musste es sich um medizinische Gesichtsmasken, FFP2-Masken oder um vergleichbare Atemschutzmasken handeln. Eine einfache Mund-Nasen-Bedeckung (Alltagsmaske) genügte nicht. Die Verordnung enthielt eine Anlage, in der die zulässigen Maskentypen aufgezählt sind.
Die Masken waren vom Arbeitgeber zur Verfügung zu stellen (§ 4 Abs. 1 S. 1).

### SARS-CoV-2-Schnelltests
Der Arbeitgeber musste Beschäftigten mindestens zweimal pro Kalenderwoche einen Test in Bezug auf einen direkten Erregernachweis des Coronavirus SARS-CoV-2 anbieten (§ 5 Abs. 1). Er musste die Nachweise über die Beschaffung der Tests bis zum 30. Juni 2021 aufbewahren (§ 5 Abs. 2).

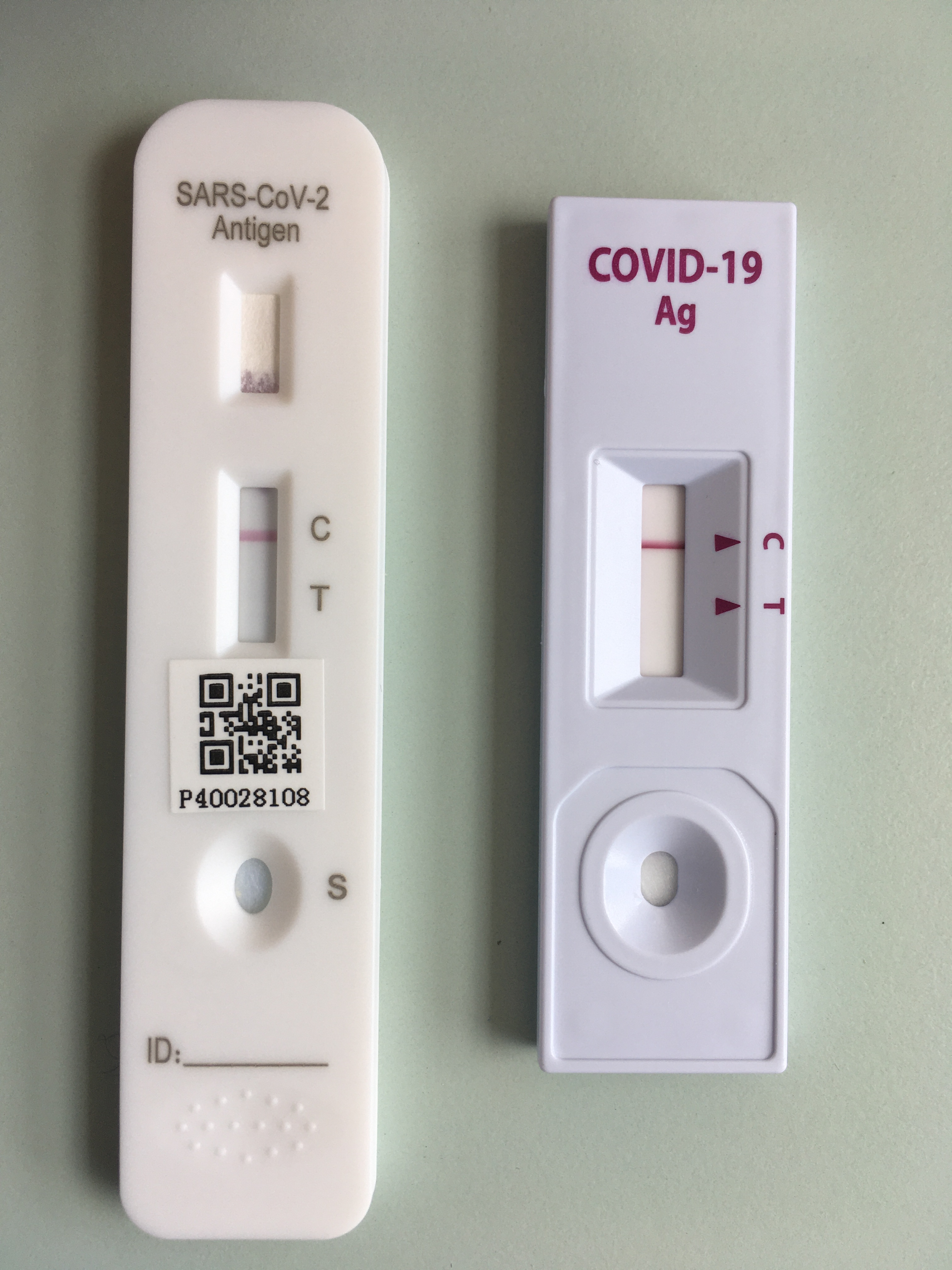
SARS-CoV-2-Schnelltests, mit negativer Ergebnisanzeige. Lateral-Flow-Tests zum Nachweis viraler Antigene

Die SARS-CoV-2-Arbeitsschutzverordnung verpflichtete die Beschäftigten nicht, sich selbst zu testen oder testen zu lassen. Eine Testpflicht konnte sich aber aus anderen Gesetzen oder Verordnungen ergeben. So schrieb beispielsweise die Coronatestungsverordnung des Landes Nordrhein-Westfalen vor, dass sich das Pflegepersonal in den dortigen Krankenhäuser, Pflege- und Altenheimen regelmäßigen Coronaschnelltests unterziehen musste.

## Kosten der Arbeitsschutzmaßnahmen
Der Arbeitgeber durfte die Kosten für den Mund-Nasen-Schutz und die SARS-CoV-2-Tests nicht den Beschäftigten auferlegen; dies ergab sich allerdings nicht aus der SARS-CoV-2-Arbeitsschutzverordnung, sondern aus § 3 Abs. 3 Arbeitsschutzgesetz.
Das Bundesarbeitsministerium schätzte die Gesamtkosten für die Schnelltestangebote auf bis zu 1,43 Milliarden Euro. Die Kosten für die medizinischen Gesichtsmasken wurden auf 1,01 Milliarden Euro geschätzt.

## Maßnahmen bei Verstößen
Verstieß ein Arbeitgeber gegen die Pflichten, die sich für ihn aus der SARS-CoV-2-Arbeitsschutzverordnung ergeben, so hatten die betroffenen Beschäftigten ein Beschwerderecht. Half der Arbeitgeber der Beschwerde nicht ab, so konnten sich die Beschäftigten bei der zuständigen Arbeitsschutzbehörden beschweren (§ 17 Abs. 2 S. 1 Arbeitsschutzgesetz). Beschäftigte hatten jedoch nicht die Möglichkeit, einen Arbeitgeber auf Umsetzung der Infektionsschutzmaßnahmen zu verklagen.
Verstießen Beschäftigte gegen die Verordnung, z. B. indem sie sich weigerten, einen Mund-Nasen-Schutz zu tragen, konnte der Arbeitgeber mit den üblichen arbeitsrechtlichen Maßnahmen (Abmahnung, verhaltensbedingte Kündigung) reagieren.

## Entstehungsgeschichte
Die Verordnung entstand als Reaktion auf die Corona-Pandemie in Deutschland 2020/2021, insbesondere auf die zahlreichen Neuinfektionen Anfang 2021 und das Auftreten von Mutationen des SARS-CoV-2-Virus. Angesichts dieser Entwicklung beschlossen Bundeskanzlerin Angela Merkel und die Regierungschefs der Länder am 19. Januar 2021 weitere Maßnahmen zur Eindämmung der Pandemie. Unter Ziffer 8 des Beschlusses heißt es:

„Angesichts der pandemischen Lage ist auch die weitere Reduzierung von epidemiologisch relevanten Kontakten im beruflichen Kontext erforderlich. Dazu wird das Bundesministerium für Arbeit und Soziales eine Verordnung befristet bis zum 15. März 2021 erlassen, wonach Arbeitgeberinnen und Arbeitgeber überall dort, wo es möglich ist, den Beschäftigten das Arbeiten im Homeoffice ermöglichen müssen, sofern die Tätigkeiten es zulassen. Dadurch werden Kontakte am Arbeitsort, aber auch auf dem Weg zur Arbeit reduziert. Die Bundeskanzlerin und die Regierungschefinnen und Regierungschefs der Länder bitten die Arbeitnehmerinnen und Arbeitnehmer, das Angebot zu nutzen.
Dort, wo Präsenz am Arbeitsplatz weiter erforderlich ist, muss für Arbeitsbereiche auf engem Raum im Rahmen der Umsetzung der COVID19-Arbeitsschutzstandards weiterhin die Belegung von Räumen reduziert werden oder es sind ohne ausreichende Abstände medizinische Masken einzusetzen, die vom Arbeitgeber zur Verfügung gestellt werden.“

Das Bundesarbeitsministerium unter Hubertus Heil erließ daraufhin am 21. Januar 2021 die SARS-CoV-2-Arbeitsschutzverordnung. Rechtsgrundlage der Verordnung ist § 18 Abs. 3 Arbeitsschutzgesetz, eine erst Ende 2020 durch das Arbeitsschutzkontrollgesetz geschaffene Verordnungsermächtigung. Sie erlaubt dem Bundesarbeitsministerium, in epidemischen Lagen von nationaler Tragweite für einen befristeten Zeitraum spezielle Rechtsverordnungen zum Arbeitsschutz zu erlassen. Nach Einschätzung des Rechtswissenschaftlers Michael Fuhlrott ist jedoch fraglich, ob die „Anordnung von Homeoffice“ per Verordnung überhaupt zulässig ist. Ein derart „weitgehender Eingriff in die betriebliche Organisationshoheit“ bedürfe vielmehr eines von Bundestag und Bundesrat beschlossenen formellen Gesetzes.
Der Arbeitgeberverband Gesamtmetall kritisierte die beschlossenen Neuregelungen bereits im Vorfeld. Die Pflicht zum Tragen von FFP2-Masken zeuge von Aktionismus und belaste die Beschäftigten. Bundesarbeitsminister Hubertus Heil wurde vorgeworfen, er nutze die Pandemie für parteipolitische Zwecke, um eine Homeoffice-Pflicht einzuführen. Der Gewerkschaft ver.di begrüßte die Verordnung grundsätzlich, beklagte jedoch, dass sie keine Vorgaben zur Arbeitsausstattung im Homeoffice durch die Arbeitgeber mache. Es fehlten auch Regelungen zur Übernahme der durch Homeoffice anfallenden Kosten und eine Aussage zum Unfallversicherungsschutz.
Fachleute vermuten, dass die Verordnung einen „Testballon“ auf dem Weg zu einem Recht auf Homeoffice darstellen soll.

## Juristische Bewertung
Juristen wiesen darauf hin, dass die Verordnung, insbesondere aber die „Homeoffice-Pflicht“, nicht ausschließlich dem Gesundheitsschutz der Beschäftigten diene. Sie bezwecke auch den Schutz der Gesamtbevölkerung und sei somit keine reine Arbeitsschutzregelung. Deshalb hätte es der Verordnung, die formal auf § 18 Abs. 3 Arbeitsschutzgesetz beruhte, an einer geeigneten Rechtsgrundlage gefehlt.

## Änderungen der Verordnung
Die SARS-CoV-2-Arbeitsschutzverordnung (Stammverordnung) war ursprünglich bis zum 15. März 2021 befristet. Am 11. März 2021 erließ das Bundesministerium für Arbeit und Soziales die Erste Verordnung zur Änderung der SARS-CoV-2-Arbeitsschutzverordnung (BAnz AT 12.03.2021 V1) und verlängerte damit die Geltungsdauer der Stammverordnung bis zum 1. Mai 2021. Durch die Erste Änderungsverordnung wurde außerdem die Pflicht zur Erstellung von Hygienekonzepten zum betrieblichen Infektionsschutz gesetzlich verankert.
Durch die Zweite Verordnung zur Änderung der SARS-CoV-2-Arbeitsschutzverordnung vom 14. April 2021 (BAnz AT 15.04.2021 V1) wurde die Geltungsdauer der SARS-CoV-2-Arbeitsschutzverordnung abermals verlängert. Die Stammverordnung soll nun nicht bereits am 1. Mai 2021 außer Kraft treten, sondern erst, wenn der Deutsche Bundestag feststellt, dass keine epidemische Lage von nationaler Tragweite mehr besteht, spätestens jedoch mit Ablauf des 30. Juni 2021. Außerdem wurden durch die Zweite Änderungsverordnung in die Stammverordnung eine Regelung für SARS-CoV-2-Selbsttests aufgenommen. Diese Regelung verpflichtete Arbeitgebern, ihren Beschäftigten, die nicht ausschließlich im Homeoffice arbeiten, mindestens einmal pro Kalenderwoche einen Test in Bezug auf einen direkten Erregernachweis des Coronavirus SARS-CoV-2 anzubieten (§ 5 Abs. 1). Beschäftigte, die einer erhöhten Infektionsgefahr ausgesetzt sind, hatten Anspruch auf zwei Tests pro Woche (§ 5 Abs. 2).
Am 22. April 2021 erließ das Bundesministerium für Arbeit und Soziales die Dritte Verordnung zur Änderung der SARS-CoV-2-Arbeitsschutzverordnung (BAnz AT 22.04.2021 V1). Durch die Dritte Änderungsverordnung werden Arbeitgeber verpflichtet, allen Beschäftigten, die nicht ausschließlich in ihrer Wohnung arbeiten, zwei Schnelltests pro Woche anzubieten. Die Homeoffice-Regelung in § 2 Abs. 4 wurde aufgehoben.
Eine komplette Neufassung der SARS-CoV-2-Arbeitsschutzverordnung wurde am 18. März 2022 im Bundesanzeiger veröffentlicht, in der wesentliche Teile verändert wurden; sie trat am 20. März 2022 in Kraft und galt bis zum 25. Mai 2022.
Am 1. Oktober 2022 ist die „neue“ SARS-CoV-2-Arbeitsschutzverordnung des Bundesministeriums für Arbeit und Soziales (kurz: Corona-ArbSchV) in Kraft getreten. Die Vorschrift ist Nachfolgerin der ursprünglichen und mehrfach geänderten Version der SARS-CoV-2-Arbeitsschutzverordnung vom 22. Januar 2021, die mit Ablauf des 25. Mai 2022 außer Kraft getreten war.